# Shinkansen Seria 300

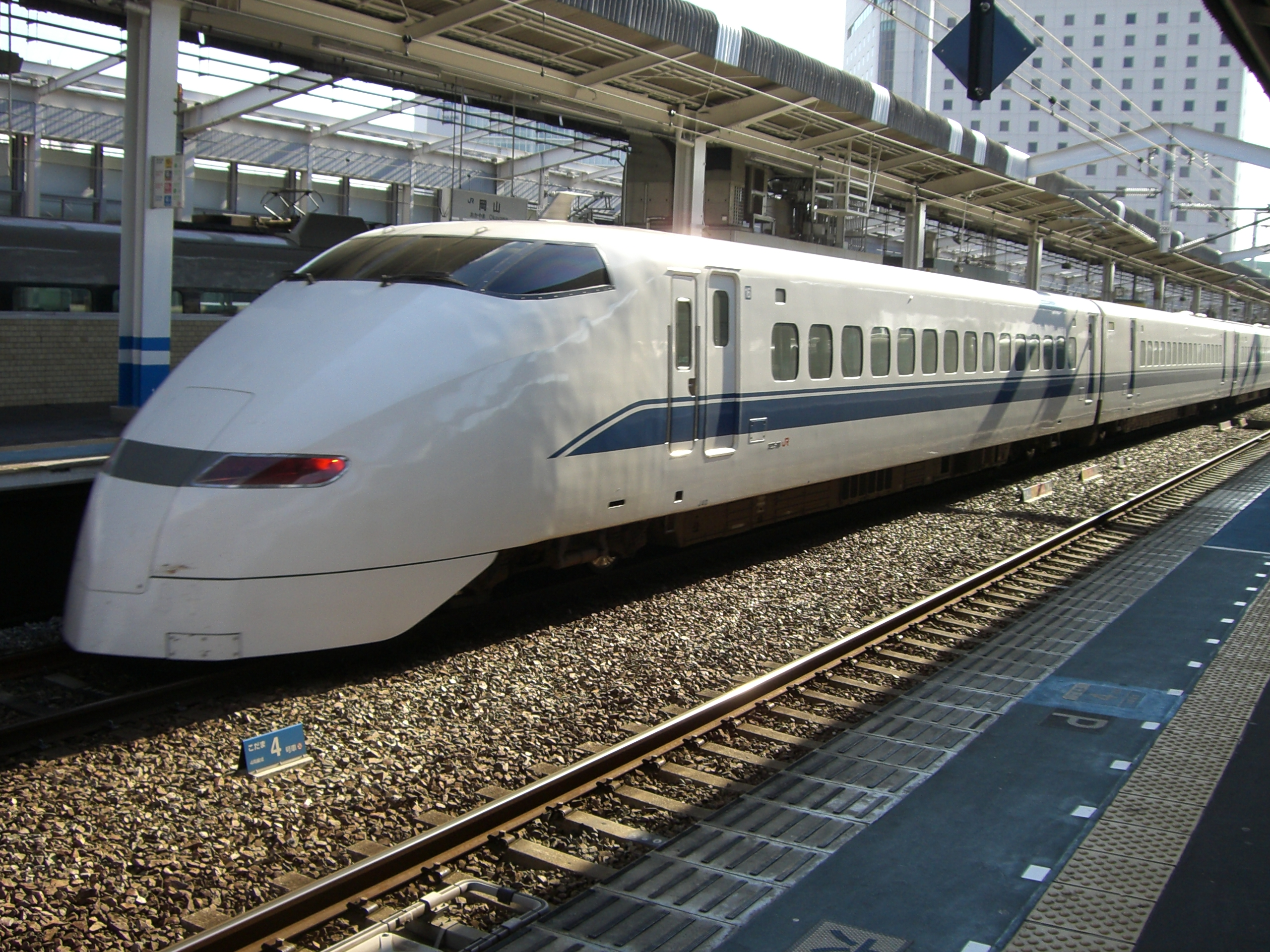
Shinkansen Seria 300

Shinkansen Seria 300 sunt garnituri de tren care rulează pe rețeaua de mare viteză japoneză Shinkansen. Trenul atinge viteze de 270 km/h.